# فرانس جنر بنجتسون
فرانس جنر بنجتسون (بالسويدية: Frans Gunnar Bengtsson) كاتب وروائي وشاعر ومؤرخ سويدي، ولد في انجلهولم في 4 أكتوبر 1894 م، وتوفي في 19 ديسمبر 1954.
بنجتسون ظهر كشاعر لأول مرة بكتابه (Tärningskast) عام 1923 الذي استقبل بشكل جيد، وعندما بلغ الخامسة والثلاثين من عمره طبع مجموعة (الكُتاب والمحاربين)، التي تحتوي مقالات أدبية بالمساهمة مع كتاب آخرين، فيلون ووالتر سكوت وجوزيف كونراد، وقد واصل بنجتسون الكتابة في المواضيع التاريخية والأدبية، وقد ترجمت مختارات من مقالاته إلى الإنجليزية.
كتب كتاب عن سيرة الملك السويدي تشارلز الثاني عشر في 1923 وكان من روائع المؤلف.

## روابط خارجية
- فرانس جنر بنجتسون على موقع IMDb (الإنجليزية)
- فرانس جنر بنجتسون على موقع الموسوعة البريطانية (الإنجليزية)
- فرانس جنر بنجتسون على موقع ديسكوغز (الإنجليزية)
- فرانس جنر بنجتسون على موقع قاعدة بيانات الفيلم (الإنجليزية)
- فرانس جنر بنجتسون على موقع ليتربوكسد (الإنجليزية)
- فرانس جنر بنجتسون على موقع مباريات الشطرنج (الإنجليزية)